# Мононім

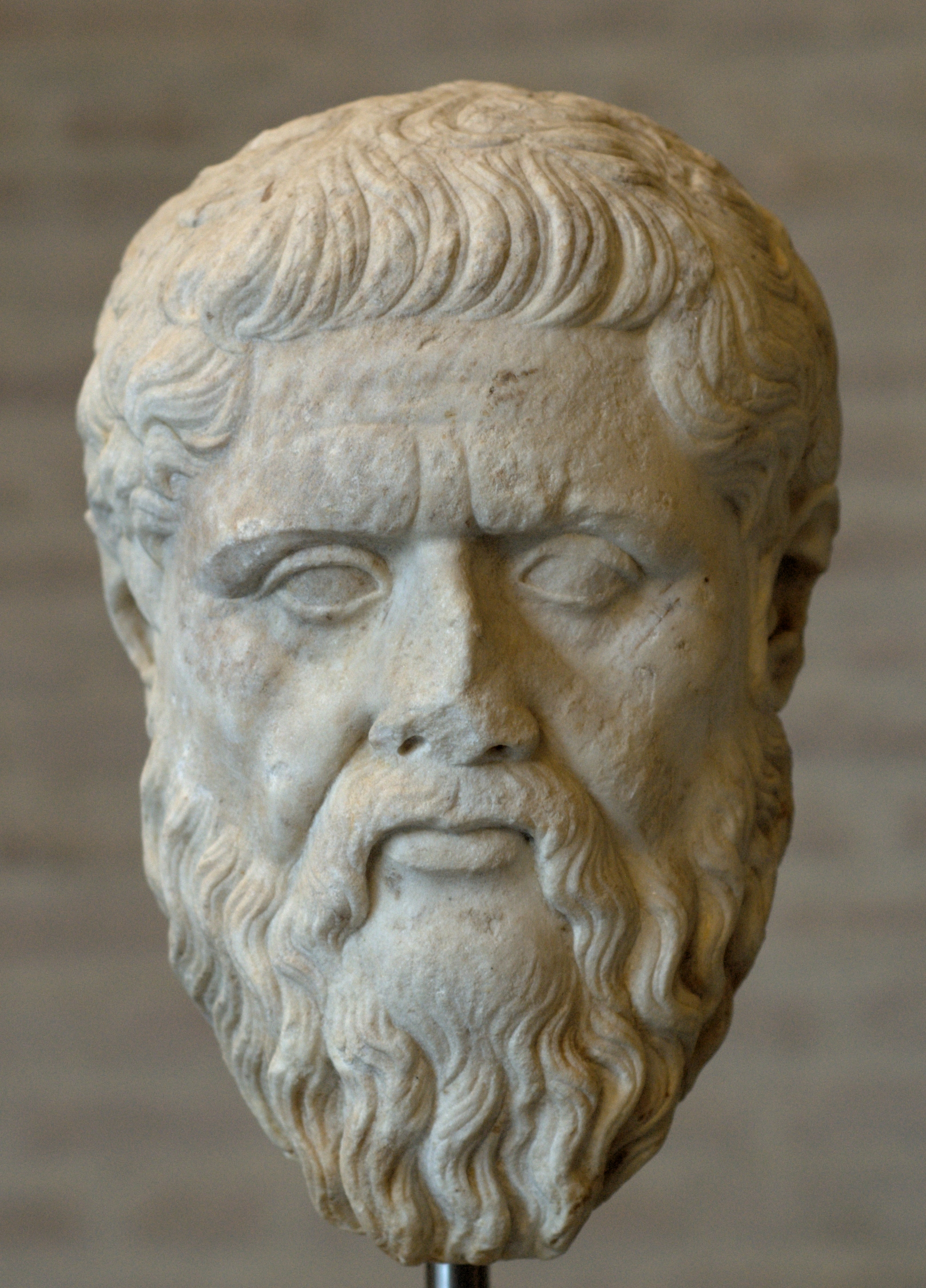
Платон, грецький філософ

Мононім — ім'я, що складається з одного слова.   У деяких випадках це ім’я було вибрано особою, якій, можливо, спочатку було дано полінім («множинне ім’я»). В інших випадках це визначається звичаєм країни , або якимсь зацікавленим сегментом. Що стосується історичних діячів, то це може бути єдине з імен особи, яке збереглося і відомо донині.
Більшість афганців не мають прізвища; також часто немає прізвища в Бутані, Індонезії, Бірмі та на півдні Індії. 

## Античність

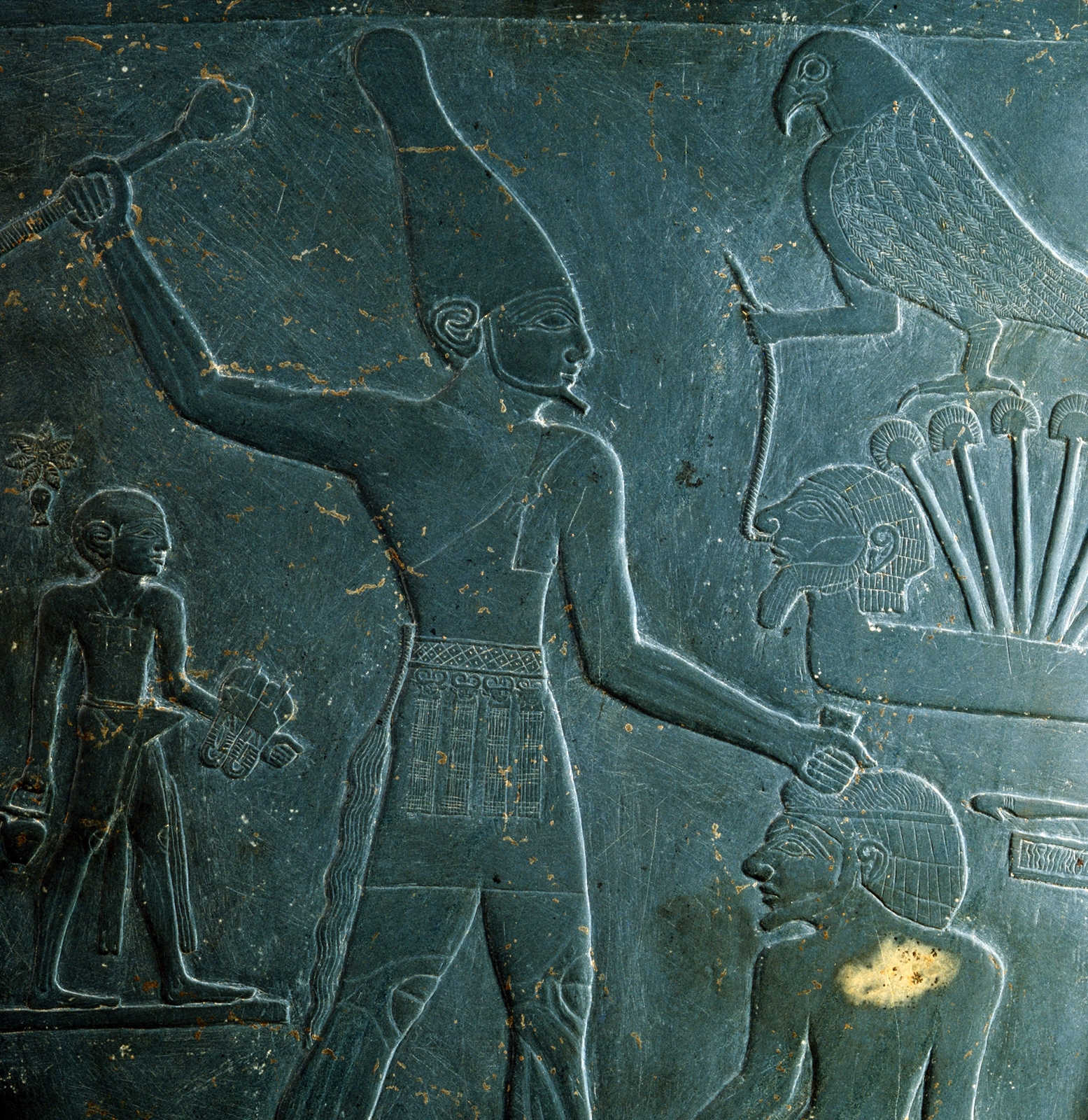
Нармер, давньоєгипетський фараон

Структура імен осіб різнилася в часі та географії. У деяких суспільствах люди були одноманітними, отримуючи лише одне ім'я. Алулім, перший король Шумера, — одне з найдавніших відомих імен; іншим є Нармер, давньоєгипетський фараон. Крім того, біблійні імена, такі як Мойсей або Авраам, як правило, були одноманітними, як і імена в навколишніх культурах Плодючого Півмісяця.
Давньогрецькі імена, такі як Геракл, також дотримуються цього зразка; епітети (подібні до других імен) лише згодом використовуються істориками, щоб уникнути плутанини, як у випадку з Зеноном-стоїком та Зеноном з Елеї; подібно до цього, по батькові чи інші біографічні деталі (наприклад, місто походження або інше місто, з яким особа асоціювалася, район міста, окупація) використовувались для вказівки, про кого йдеться, але ці деталі не вважалися частиною імені.
До відомих давньоримських мононімічних фігур належать: Геркулес, Тіберій, Калігула, Клавдій і Нерон. Відступ від цього звичаю відбувся, наприклад, серед римлян, які до республіканського періоду та протягом усього імперського періоду використовували кілька імен: ім'я громадянина чоловічої статі складалося з трьох частин (це було в основному типовим для вищого класу, тоді як інші зазвичай мали лише два імена): praenomen (власне ім'я), nomen (ім'я клану) і cognomen (родинна лінія всередині клану) — номен і когномен майже завжди були спадковими.
Мононімами в інших стародавніх культурах є кельтська цариця Будика та нумідійський цар Югурта. Однак історичні записи деяких із цих діячів є мізерними або повністю покладаються на документацію осіб, що не входять до культури людини, тож цілком можливо, що такі особи мали й інші імена у власних культурах, які з тих пір були втрачені в історії.

## Середньовічне використання

### Європа
Протягом раннього Середньовіччя мононімність повільно занепадала, причому північна та східна Європа зберігала традицію довше, ніж південна; прикладом є Едеко, східногерманський отаман, син якого правив Італією як Флавій Одоакер. До кінця періоду прізвища стали звичними: Едмунд Айронсайд, наприклад, правив Англією (хоча Айронсайд був епітетом, доданим пізніше в житті), Брайан Бору був Верховним королем Ірландії, Кеннет Макалпін об'єднав Шотландію і навіть у Скандинавії прізвища закріплювались. Голландський вчений епохи Відродження і теолог Еразм є пізнім прикладом одноманітності; хоча його іноді називали «Дезидерієм Еразмом» або «Еразмом Роттердамським», його охрестили лише як «Еразмус», після мученика Еразма Формійського.
Композитори в ars nova і ars subtilior стилі пізньої середньовічної музики часто відомі mononymously —потенційно, тому що їхні імена були прізвиська — такі, як, Borlet, Egardus, Egidius, Grimace, Solage, Trebor.

### Америка

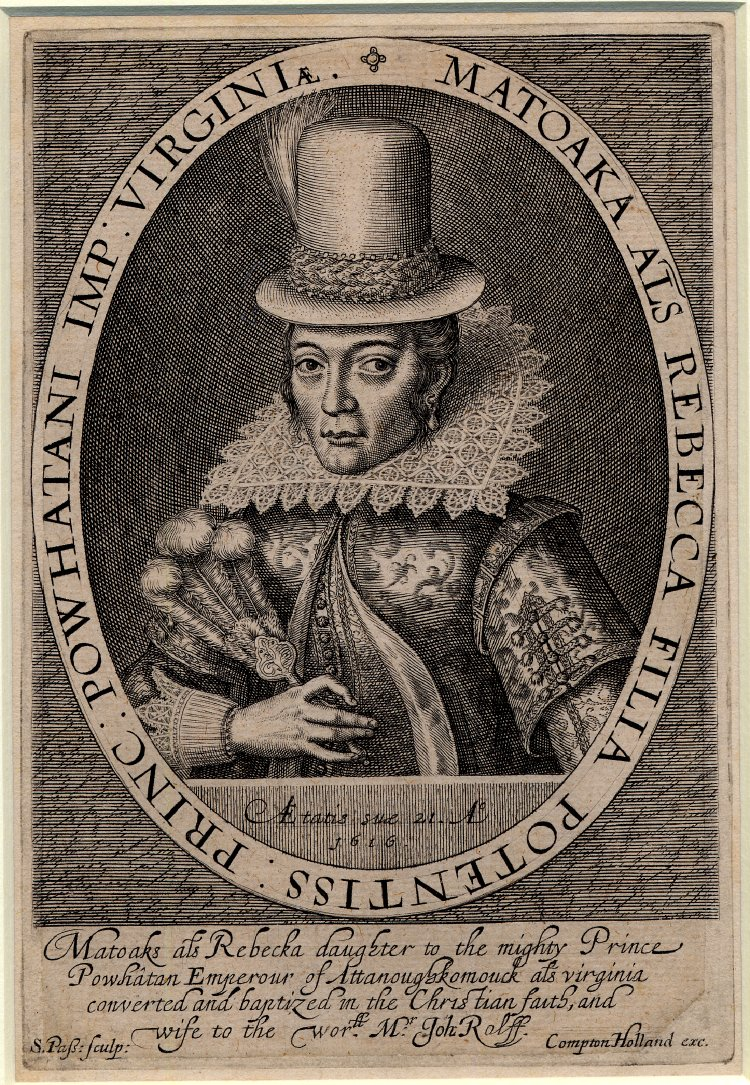
Покахонтас, індіанська принцеса

З часу приходу Колумба в Новий Світ і кінця 19 століття видатні корінні народи в Америці були одноманітними. Прикладами є Моктесума (Мексика, 1398–1469), Анакаона (Гаїті, 1464–1504), Агуейбана (Пуерто-Рико, помер 1510), Діріанген (Нікарагуа, помер 1523), Урара (Панама, помер 1531), Гуама (Куба, померла 1532), Атауальпа (Перу, 1497–1533), Лемпіра (Гондурас, помер 1537), Лаутаро (Чилі, 1534–1557), Таманако (Венесуела, помер 1573), Покахонтас (США, 1595–1617), Ауоіндаон (Канада , бл. 1623), Кангаполь (Аргентина, бл. 1735) та Текумсе (США, 1768–1813).
Однозначно, голландсько-сенецький дипломат Корнплантер отримав одночасно мононім на мові сенеки (Kaintwakon, приблизно «плантатор кукурудзи») від своєї матері, а також ім'я та прізвище (Джон Абеель) від свого батька, і він використовував обоє протягом усього свого життя. Його пізніші нащадки, такі як Джессі Корнплантер, використовували «Корнплантер» як прізвище замість «Абеель».
У XIX столітті більшість вождів, які брали участь у Війнах апачів, мали мононіми, а деякі замінювали їх на одноіменні прізвиська: Геронімо (нар. Гояле), Вікторіо (нар. Бедуят), Кочіз тощо.

## Пост-середньовічне використання
З середньовічного періоду мононіми на Заході майже виключно використовувались для ідентифікації людей, які вже мали прізвища. Ці прізвиська були або прийняті самими особами, або присвоєні сучасниками.

### Франція

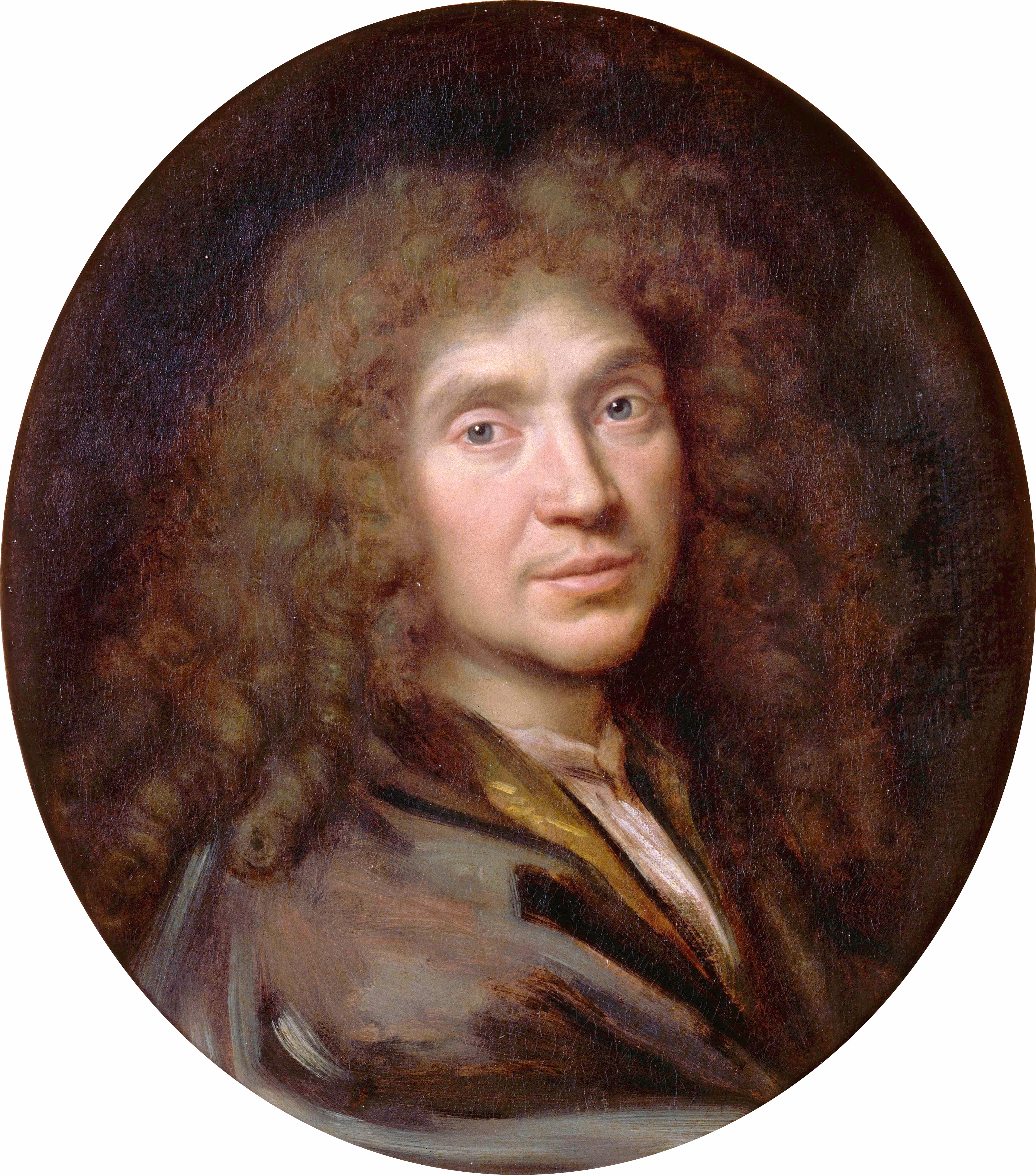
Мольєр, французький драматург 17 століття

Деякі французькі автори виявляють перевагу до мононімів. У 17 столітті драматург і актор Жан-Батіст Поклен (1622–73) взяв мононім сценічну назву Мольєр.
У 18 столітті Франсуа-Марі Аруе прийняв мононім Вольтер як для літературного, так і для особистого користування в 1718 році після ув'язнення в паризькій Бастилії, щоб позначити розрив зі своїм минулим. Нова назва поєднувала кілька особливостей. Це була анаграма для латинізованої версії його сімейного прізвища «Arouet, l [e] j [eune]»; це змінило склади назви сімейного замку, Airvault; і це має наслідки для швидкості та сміливості через схожість із французькими виразами, такими як «voltige», «volte-face» та «volatile». «Arouet» не слугував би цій меті, враховуючи те, що ця назва асоціюється з «roué» і з виразом, що означає «для обману».
Французький письменник XIX століття Марі-Анрі Бейл використовував багато імен, найвідоміший мононім Стендаль, адаптований від назви маленького прусського містечка Штендаль, батьківщини німецького історика мистецтва Йоганна Йоахіма Вінкельмана, яким Стендаль захоплювався.
У 20 столітті четверта французька письменниця, Сидоні-Габріель Колетт (автор Джиджи, 1945), використовувала своє справжнє прізвище як своє прізвище-мононім Колетт. Деякі французькі актори та співаки використовували своє ім’я чи прізвище як сценічний мононім.
Надар (Гаспар-Фелікс Турнашон, 1820–1910) — ранній французький фотограф.

### В інших місцях Європи

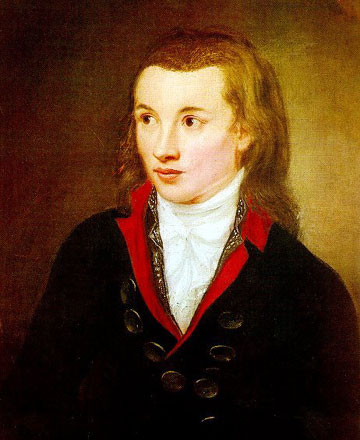
Новаліс, німецький філософ 18 століття

У 17-му і 18-му століттях, більшість італійських кастратів співаків використовували mononyms в якості імен стадії (наприклад, Каффареллі, Фарінеллі). Німецький письменник, гірничий інженер і філософ Георг Фрідріх Філіп Фрейхер фон Гарденберг (1772–1801) прославився як Новаліс.
Голландський письменник 19-го століття Едуард Douwes Деккер (1820-87), більш відомий під своїм mononymous псевдоніма Мультатулі (від Latin мульт Тул, «Я страждав [або] Борном багато речей»), який прославився сатиричний романом, Макс Хавелаар (1860), в якому він засудив зловживання колоніалізмом у Голландській Ост-Індії (нині Індонезія ). У 2002 році Товариство голландської літератури проголосило Мультатулі найважливішим голландським письменником усіх часів.
Голландський письменник Ян Хендрік Фредерік Гренло (1882–1961) писав під псевдонімом Несьо (латиною — «не знаю»).
Британський автор ХХ століття Гектор Х'ю Манро став відомим під своїм псевдонімом Сакі. У Польщі 20 століття драматург театру абсурду, прозаїк, художник, фотограф і філософ Станіслав Ігнацій Віткевич після 1925 року часто використовував одноіменний псевдонім Віткаці, поєднання свого прізвища ( Віткевич ) та по батькові ( Ігнацій ).
Ряд художників-візуалістів, таких як Мікеланджело, Рафаель, Тиціан, Тінторетто, Караваджо та Рембрандт, широко відомі під мононімами. Сучасний російський художник Ерте створив свою mononymous псевдонім з ініціалів його фактичного імені, як це зробив бельгійський комікс письменників Ерже і Джіж.
Італійський живописець Бернардо Беллотто, якого зараз вважають важливим та оригінальним художником, торгував на одноіменному псевдонімі свого дядька та вчителя Антоніо Канала (Каналетто) у тих країнах — Польщі та Німеччині — де був його знаменитий дядько не активний, називаючи себе так само «Каналетто». Беллотто залишається широко відомим у цих країнах як «Каналетто» донині.

## Роялті

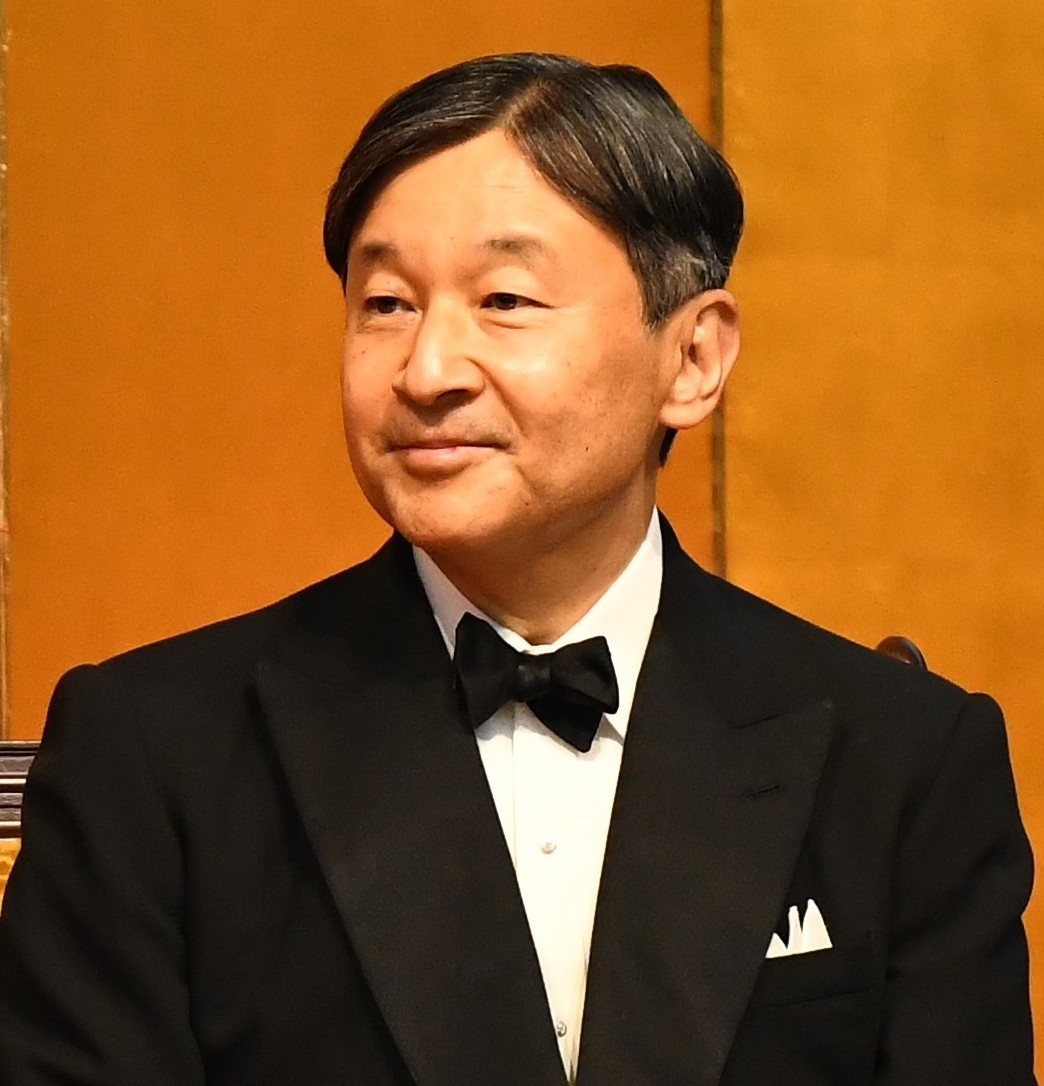
Нарухіто, імператор Японії з 2019 року

Монархи та інші королівські особи, наприклад Наполеон, традиційно користуються привілеєм використання мононіму, модифікованого, коли це необхідно, порядковим або епітетом (наприклад, королева Єлизавета II або Карл Великий). Це не завжди так: шведський король Карл XVI Густав має дві імена. Хоча багато європейських королівських осіб офіційно носять довгі ланцюжки імен, на практиці вони, як правило, використовують лише одне або два, а не використовують прізвища. 
В Японії імператор та його сім'я не мають прізвища, лише ім'я, наприклад, Хірохіто, яке на практиці в японській мові використовується рідко: з поваги та як міра ввічливості японці воліють говорити «Імператор» або «кронпринц». Після смерті або відставки імператора його перейменовують відповідно до епохи його правління. В Індії перші шість імператорів Моголів були відомі лише під одним ім'ям, прийнятим кожним імператором при його приєднанні.
Римсько-католицькі папи традиційно прийняли єдине, царське ім’я після свого обрання (крім Івана Павла I та II). Мононімна традиція повернулася до обрання та правонаступництва папи Бенедикта XVI у 2005 році та папи Франциска у 2013 році.

## Новий час

### Мононім-нормальний
Західна практика об'єднання даного імені (дане ім'я або Forename) з прізвищем не є універсальною.
Прізвища були введені в Туреччині лише після Першої світової війни першим президентом цієї країни Мустафою Кемалем Ататюрком в рамках його програм вестернізації та модернізації. Його власне прізвище Ататюрк, яке було присвоєно турецьким парламентом, означає «Батько Турок». До простих людей можна звертатися напівформально за власним ім’ям та титулом Бей чи Ханим (без прізвища), тоді як політики часто відомі лише за прізвищем (Еджевіт, Демірель). Багато турецьких спортсменів, особливо футболістів, носять трикотажні вироби лише зі своїм ім'ям.
Мононіми також поширені в Індонезії для яванських осіб, як видатних державних діячів, таких як колишні президенти Сукарно і Сухарто, так і простих людей, таких як Тріятно.
Більшість ісландців не мають прізвищ, лише по батькові (іноді імені по батькові), і вони звертаються один до одного за власним іменем як у офіційних, так і в неформальних ситуаціях. Однією з таких відомих знаменитостей є художник Бьорк.
Деякі корінні жителі Північної Америки продовжують традиційну практику іменування своїх країн, яка може включати використання окремих імен. У Канаді, де урядова політика часто передбачала нав'язування імен західного зразка, однією з рекомендацій Комісії правди та примирення Канади було те, що всі провінції та території повинні відмовлятися від зборів, щоб дозволити корінним жителям легально приймати традиційні імена, включаючи мононіми. Наприклад, в Онтаріо тепер юридично можливо змінити одне ім’я або зареєструвати одне ім’я при народженні для членів корінних націй, які мають традиції окремих імен.

### Азія
У наш час у країнах, які вже давно є частиною східно-азіатської культурної сфери (Японія, Корея, В’єтнам та Китай), мононіми зустрічаються рідко. Виняток стосується імператора Японії (поширена думка, що не існує вищого органу державної влади, який би надавав прізвище (苗字) до імператора).
Мононіми поширені як сценічні імена в індустрії розваг, як правило, коли офіційне ім’я виконавця не відоме публічно; напр., Айяка, Беккі, Гакт, Шкіра, Гайд, Мана, Каміджо, Міяві, Цунку та Юй. Крім того, зірка японського бейсболу Ічіро Судзукі широко відомий в Японії та Північній Америці як «Ічіро». У Гонконзі декілька музикантів також відомі під мононімами, наприклад, Джаніс, Цзінь та Джастін Ло (який використовує китайський 側田 ). У Кореї таких співаків, як BoA, Rain, Zelo, Shoo, Irene, Psy, Jennie, Lisa, Rose і Jisoo, знають за своїми мононімами.
Мононіми продовжують застосовуватись в деяких районах Індії, особливо на Півдні. Майяваті, колишній головний міністр штату Уттар-Прадеш, вирішив використовувати лише одне ім'я. Декілька індійських персонажів кіно, такі як Асін, Бісваджіт, Дхармендра, Говінда, Каджол, Пран, Раджнікант, Рекха і Табу, також є одноманітними. Говінджі, заслужений професор біохімії, біофізики та біології рослин в Університеті Іллінойсу в Урбана-Шампейн, індіанець-американець, який займається фотосинтезом, публікує свої дослідження під своїм особливим ім'ям. У північно-східному штаті Індія Мізорам більшість людей мають одне ім'я, переважно з трьох складів (наприклад, Lalthansanga, Thangrikhuma, Zorinmawia). У кожного також є племінне або кланове ім’я, успадковане від батька, але вони не включають його в своє офіційне ім’я.
Мононіми також поширені в Індонезії, особливо в яванських іменах. У деяких випадках, наприклад у колишніх президентів Сукарно та Сухарто, мононімом є повна юридична назва. Інші mononyms, такі як Rossa, Крісан і Топатьте, є сценічними іменами, взяті з псевдоніма або є частиною повного імені.
Поодинокі імена все ще зустрічаються в Тибеті  та Монголії [джерело?].  Більшість афганців не мають прізвища.
У Таїланді люди зазвичай звертаються один до одного в неформальних ситуаціях прізвиськами (тай. ชึ่อเล่น). Дані батьками чи родичами в ранньому дитинстві, ці прізвиська, як правило, складаються з одного складу (або зношуються з двох складів на один). Вони часто можуть бути безглуздими словами або жартівливими, і, як правило, не мають ніякого відношення до справжнього імені людини, хоча в деяких випадках можуть мати зменшувальні форми від їхнього імені, наприклад «Nok» для «Noknoi», що означає відповідно птах та маленька пташка, спочатку використовується як псевдонім, а другий — це ім’я. Багато тайців мають таке ім'я, навіть королівська сім'я, і їх вільно використовують у повсякденному житті. [джерело?]
У Бутані більшість людей використовують або лише одне ім’я, або комбінацію двох особистих імен, типово даних буддистським ченцем. Успадкованих прізвищ не існує, але натомість бутанці розмежовують себе прізвиськами або префіксами.
Мононіми поширені в М'янмі. У Тан, дипломат М'янми, був третім Генеральним секретарем ООН (1961–71). «U» — це почесна грамота в бірманській мові, приблизно дорівнює «Mr». «Тан» був його єдиним ім'ям відповідно до місцевих конвенцій. У М'янмі він був відомий як Пантанов У Тант, що стосується його рідного міста Пантанова.
У арабському світі Близького Сходу сирійський поет Алі Ахмад Саїд Есбер (народився в 1930 р.) У віці 17 років прийняв псевдонім — мононім Адуніс, іноді також пишеться «Адоніс». Багаторічний претендент на Нобелівську премію з літератури, його називали найбільшим живим поетом арабського світу.

#### Південно-Індійська кіноіндустрія
Актори кіноіндустрії Південної Індії з самого початку прийняли практику бути одностайно відомими під іменами. У випадку будь-якої схожості, для професійних цілей вони приймають інше ім’я, використовують по батькові прізвище або використовують назву, яку дають фанати. Повідомляється, що така практика тримає кастові фактори на відстані. Ця норма поширена в усіх мовах. [джерело?]
Деяка відома mononymous зірка, серед багатьох інших, включає в себе Раджкумар, Маммутті, Моханлал, Чиранджіві, Раджінікант, Балакрішна, Асін, Малашріте, Даршан, Судіп, Віджай, Prabhas, Яша, рамйи, Упендра, Рамбо і Шрідеві.

### Захід
На Заході мононімність, а також використання її королівськими особами разом із титулами, в першу чергу була привілеєм відомих людей, таких як видатні письменники, художники, артисти, музиканти та спортсмени.  
Деякі люди, такі як художники Вінсент та Крісто, скульптор Хриса та автор пісень Бася, мали багатозначні імена, які були незграбними, незнайомими та важкими для запам’ятовування чи вимовляння в громаді, в якій вони діяли в даний час, але не хотіли повністю змінити свої імена на щось більш звичне для широкої громадськості ціною відмови від почуття самоідентифікації, і тому використали лише одну частину своїх повних імен.
Випадок з ісландською музиканткою Бьорком схожий, але використання однієї назви також має коріння в її рідній культурі. Як і більшість ісландців, вона не має прізвища; друга частина її повного імені — по батькові. У її випадку Бьорк Гудмундсдоттір буквально перекладається як «Бьорк, дочка Гюрмундура». Ісландці, як правило, звертаються один до одного виключно за іменами, навіть у офіційних умовах.
Деякі сценічні імена мононіми є виконавиці на  ім'я (наприклад, Марина, Бренді, Шакіра, Адель, принц, Елвіс, Usher, Селена, Cher, Мадонна, Кайлі, Beyoncé). Інші можуть бути по батькові виконавця (наприклад, Ріанна, Дрейк) або прізвищем (наприклад, Теллер, Ліберасе, Мантовані, Морріссі). Вигадані деякі мононімні сценічні назви (напр Емінем, Майбутнє, Лорд), прийняті слова (напр Капуцин, французька - «настурція») або прізвиська (наприклад, Стінг, Боно, Фергі).
У таких країнах — люзофоніях , як Португалія, Кабо-Верде і особливо Бразилія, футболісти часто приймають мононім (наприклад, Пеле, Нані, Роналду, Евсебіо, Марта). В Іспанії також поширені мононіми для футболістів; вони включають ім’я гравця (Хаві, Сергі, Рауль), похідні прізвища гравця (Коро, Гуті), похідні імені гравця (Хуанфран, Кіко), зменшувальні (Хуаніто, Міста ) та прізвиська (Мішель, Артеага, Арзу). Оскільки велика кількість іспанців мають однакові прізвища (Гарсія, Перес, Лопес, Ернандес), використання мононімів полегшує розрізнення багатьох Гарсіасів та Пересів у кожній команді. Мононіми час від часу використовують гравці з інших країн, наприклад, венесуельський Міку, івуаріанець Гервіньо та американець Прекі, який народився в Сербії. Мононіми можна побачити в інших видах спорту в цих країнах, з прикладами, серед яких бразильські баскетболісти Хортенсія та Нене.
У Бразилії колишній президент Луїс Інасіо Лула да Сілва відомий як «Лула» — це прізвисько, яке він офіційно додав до свого повного імені. Такі мононіми, які беруть своє походження від імен, прізвищ чи прізвиськ, використовуються, оскільки португальські імена, як правило, досить довгі.
Американський письменник нехудожньої та художньої літератури Родні Вільям Уітакер (1931–2005) є найвідомішим за деякими романами, які він писав під одноіменним псевдонімом «Треваній». Вірмено-канадський фотограф — портретист Юсуф Карш був широко відомий як «Карш Оттави».
Комік і ілюзіоніст Теллер, мовчазна половина дуету Penn & Teller, законно змінив свій оригінальний полінім Реймонд Джозеф Теллер на мононім «Теллер» і має паспорт США, виданий на це єдине ім'я.
Професійний борець «Warrior» (нар. Джеймс Гельвіг) юридично змінив своє ім'я на мононім «Warrior», намагаючись посилити свою позицію у суперечці щодо торгової марки зі своїм роботодавцем, Всесвітньою федерацією боротьби. Тепер його діти використовують прізвище «Warrior» (на відміну від Гельвіг). Чина зробила так само, коли тепер WWE намагалася обмежити її використання цього імені в порнографічних назвах; повідомляє про конфлікт щодо того, чи вона змінила його на своє ім'я, Джоан Лорер, перед смертю.
Деякі вибрали свій мононім самі, коли змогли це зробити, через його відмінність. Інші стали відомі під мононімом, який застосовується до них деяким сегментом громадськості. Опра Уінфрі, відому американську ведучу ток-шоу, зазвичай називають лише своїм іменем Опра. Громадськість посилається на президента Джорджа Буша — мононіма «Дуб'я» («англ. Dubya»;очний діалект «W»), щоб відрізнити його від свого батька, президента Джорджа (H.W.) Буша.
Обидва механізми сприяли справі Хіларі Клінтон, яку називали і яка публічно називала себе «Хілларі». Пітер Фунт з « Відвертої камери» 21 лютого 2007 року написав в опублікованому виданням «The Mononym Platform» видання «New York Times »: «Хтось, очевидно, вирішив, що місіс Клінтон стане першим найбільшим кандидатом на ім'я з 1952 року, коли PR-гуру Айка зрозуміли, що «Айзенхауер» важко помістити на наклейку на бампер... У очевидній спробі моделювати свій маркетинг на таких, як Мадонна, Бейонсе та Шер, місіс На сайті Клінтон проголошено: «Сьогодні Гілларі зробила перший крок...»  В інтерв'ю Клінтону, опублікованому Salon.com, інтерв'юер визнав, що отримує звинувачення читачів у сексизмі щоразу, коли називав Клінтон у друці «Хіларі» (на відміну від кандидатів чоловічої статі, яких майже завжди називали своїми прізвищами), хоча він заявила, що це головним чином, щоб уникнути плутанини з її чоловіком, президентом Біллом Клінтоном.
Приклади мононімів існують і в сучасній популярній культурі. Наприклад, деяких персонажів телевізійного ситкому NBC «Сейнфельд» називають лише прізвищами як мононіми, найбільш видно: Крамер, якого грає Майкл Річардс, і Ньюмен, якого грає Уейн Найт. Ім'я Ньюмена, очевидно, є справжнім мононімом, оскільки його ім'я ніколи не використовується і навіть не розголошується. Перше ім'я Крамера, Космо, відкривається іншим персонажам та глядачам, і тому його ім'я можна розглядати як менш мононім. Однак це відбувається лише до шостого сезону шоу, і після одкровення його все ще називають Крамером. Крім того, у телевізійному ситкомі ABC <i id="mwAi8">Home Improvement</i> персонажа Вільсона, якого грає Граф Хіндман, сусід по сусідству з центральними персонажами, називають лише Вільсоном. Його повне ім'я, Вільсон Вільсон-молодший, не розголошується до четвертого сезону.

## Галерея
|           |
| Хаммурапі |

|           |
| Хатшепсут |

|       |
| Гомер |

|       |
| Сапфо |

|          |
| Конфуцій |

|        |
| Сократ |

|         |
| Геродот |

|           |
| Арістофан |

|            |
| Арістотель |

|         |
| Мен-цзи |

|       |
| Ашока |

|           |
| Клеопатра |

|        |
| Август |

|      |
| Ісус |

|       |
| Траян |

|         |
| Авіцена |

|          |
| Маймонід |

|      |
| Румі |

|          |
| Коперник |

|              |
| Мікеланджело |

|       |
| Бабур |

|           |
| Парацельс |

|        |
| Тіціан |

|            |
| Тінторетто |

|        |
| Nōhime |

|         |
| Рафаель |

|           |
| Ель Греко |

|       |
| Акбар |

|         |
| Галілео |

|           |
| Рембрандт |

|        |
| Мольєр |

|         |
| Вольтер |

|            |
| Камегамега |

|         |
| Хокусай |

|         |
| Новаліс |

|          |
| Стендаль |

|      |
| Шака |

|          |
| Хірошіґе |

|            |
| Мультатулі |

|       |
| Надар |

|           |
| Джеронімо |

|              |
| Ліліуокалані |

|      |
| Сакі |

|        |
| Колетт |

|        |
| Періяр |

|         |
| Witkacy |

|         |
| Сукарно |

|       |
| У Тан |

|            |
| Кантінфлас |

|         |
| Бурвіль |

|        |
| Dolphy |

|          |
| Liberace |

|        |
| Адоніс |

|        |
| Odetta |

|       |
| Елвіс |

|                   |
| Christo (ліворуч) |

|      |
| Пеле |

|       |
| Charo |

|      |
| Лула |

|      |
| Cher |

|        |
| Teller |

|      |
| Лулу |

|       |
| Стінг |

|      |
| Іман |

|        |
| Prince |

|         |
| Madonna |

|      |
| Bono |

|      |
| Seal |

|       |
| Björk |

|        |
| Tiësto |

|       |
| Chyna |

|      |
| Beck |

|                   |
| Мо'Нік (праворуч) |

|        |
| Sinbad |

|         |
| Aaliyah |

|      |
| Dido |

|         |
| Shakira |

|        |
| Eminem |

|       |
| Nelly |

|         |
| Beyoncé |

|        |
| Бренді |

|      |
| Pink |

|          |
| Ludacris |

|        |
| Ашанті |

|       |
| Ферґі |

|      |
| Ашер |

|       |
| Ciara |

|       |
| Mario |

|         |
| Rihanna |

|        |
| Grimes |

|       |
| Kesha |

|         |
| Pitbull |

|       |
| Шеріл |

|     |
| Sia |

|     |
| PSY |

|       |
| Drake |

|       |
| Лайтс |

|       |
| Adele |

|        |
| Зендея |

|       |
| Lorde |

|         |
| Badshah |

## Нотатки
1. ↑  Від грецького μόνος, mónos («одинокий»), and ὄνομα, ónoma («ім’я»). Іменник: «мононім»; прислівник: «одноманітно»; дієслово: «мононімізувати»; абстрактний іменник: «мононімність».[1]
2. ↑  «Мононім» визначається в  Оксфордський словник англійської мови  (2-е видання, Оксфорд, Clarendon Press, 1989, том IX, с. 1023) як «Термін, що складається лише з одного слова [...] Отже,  мононімічний  [...] a [дієктив], що складається з мононіму або мононімів;  мононімія  […], мононімічна система; мононім; звідки  мононімізація .» Цей термін засвідчений англійською мовою ще в 1872 році.
3. ↑  Наприклад, яванські імена s традиційно є мононімічною.
4. ↑  Імена кількох європейських королів  мають  включали прізвище — наприклад, імена більшості польських обраних королів, таких як Стефан Баторій.[10]
5. ↑  «Мононім — це ім'я, що складається з одного слова. Їм, як правило, сприяють знаменитості, щоб їх можна було ідентифікувати таким чином, як Мадонна, Пеле».[19]
6. ↑  На Періс Хілтон схожа, Шантель Хоутон, прозвана «Париж Травелодж», прославилася «тим, що не відома» після перемоги у надзвичайному «Celebrity Big Brother». Люсі Рок пише: «Це обрана група. Мадонна, Марадона, Пеле, Талія, Стінг... навіть, можливо , Йорданія. <! - Зараз вона використовує своє справжнє ім'я. -> Люди, які носять свою славу з такою впевненістю, що позбавились... занепокоєння з приводу кількох імен. Вони це» «мононімна бригада». Тепер є ще одна... Шантель — це... апофеоз того оповідання про знаменитості, яке спочатку дало нам людей, які славились у чомусь. Потім прийшли люди, які були відомі тим, що просто... були знаменитими. Зараз є Шантель, яка славиться тим, що взагалі не відома».[20]